# إدنا هيكس
إدنا هيكس (بالإنجليزية: Edna Hicks)‏ هي مغنية أمريكية، ولدت في 14 أكتوبر 1895 في نيو أورلينز في الولايات المتحدة، وتوفيت في 16 أغسطس 1925 في شيكاغو في الولايات المتحدة.

## وصلات خارجية
- إدنا هيكس على موقع ميوزك برينز (الإنجليزية)
- إدنا هيكس على موقع ديسكوغز (الإنجليزية)